# Svenska studieförbundet
Svenska studieförbundet (SSF) i Helsingfors är en bildnings- och serviceorganisation. 
Svenska studieförbundet grundades 1921 som Svenska föreläsningsbyrån och antog sitt nuvarande namn 1961. Till förbundet hörde 2011 44 egentliga och 12 samverkande medlemmar, totalt 56 finlandssvenska organisationer med ideell och intresseinriktad målsättning. Förbundet har även ett intressebevakningsuppdrag som går ut på aktiv bevakning av organisationernas omvärld; tillsammans med dem bedrivs en allmän intressepolitik riktad mot myndigheter och andra organisationer inom dess verksamhetsområde. 
Svenska studieförbundet främjar och stöder samarbetet mellan medlems- och samarbetsorganisationerna samt erbjuder nätverk till nationella, nordiska och internationella organisationer inom vuxenutbildning och medborgarverksamhet. Svenska studieförbundet har ett nära samarbete med Svenska studiecentralen.